# KBS舞台
KBS舞台（朝鲜语：KBS 무대）是KBS第1广播的广播节目，主要以播送广播剧类节目为主。在周末于00:05播出。

## 重播时间
- KBS第3广播：周日10:00
- KBS韩民族放送：周六18:10、周日16:05